# Fée malgré lui 2
Série
Fée malgré lui
(2010)
Pour plus de détails, voir Fiche technique et Distribution.
Fée malgré lui 2 (Tooth Fairy 2) connu sous le nom de La fée des dents 2 au Québec, est un film américain sorti directement en DVD le 6 mars 2012 aux États-Unis et le 2 octobre 2013 en France.

## Fiche Technique
- Titre original : Tooth Fairy 2
- Titre français : Fée malgré lui 2
- Réalisation : Alex Zamm
- Scénario : Ben Zazove d'après les personnages de Jim Piddock
- Montage : Heath Ryan
- Directeur de la photographie : Levie Isaacks
- Musique : Chris Hajian (de)
- Production : Alan C. Blomquist, J.P. Williams
- Société de production : Walden Media
- Pays d'origine :  États-Unis,  Canada
- Genre : Comédie fantastique
- Durée : 90 minutes
- Dates de sortie :
  -  États-Unis : 6 mars 2012
  -  France : 2 octobre 2013

## Distribution
- Larry the Cable Guy : Larry Guthrie
- David Mackey : Beauregard "Beau" Billings
- Erin Beute : Brooke Miller
- Brady Reiter : Nyx
- Lucius Baston : Ernie
- Noah Kronenberger : Noah
- Sydney Rouviere : Sydney Wilder
- Mary Rachel Dudley : Mom
- Jacob Bertrand : Boy
- Diana Lovell : Alexis
- Tim Powell : Dad